# Triangle (Terre-Neuve-et-Labrador)
Pour les articles homonymes, voir Triangle (homonymie).
Triangle est une petite communauté non organisée saisonnière de pêche située sur la côte de l'océan Atlantique à l'est du Labrador, dans la partie continentale de la province de Terre-Neuve-et-Labrador au Canada.

## Toponymie
Le nom Triangle vient de la pointe triangulaire de la presqu'île sur laquelle s'est établie la communauté (52° 49′ 50″ N, 55° 51′ 11″ O).

## Géographie
Triangle se trouve à l'extrémité orientale d'une presqu'île entre deux bras de la baie Saint Michel.
Le havre de Triangle Harbour s'étire sur environ 700 mètres de long du nord-ouest vers le sud-est, ouvrant sur la partie nord de la baie Saint Michel. Le havre est de taille modeste et étroit, mesurant seulement une centaine de mètres de large à sa tête et une cinquantaine de mètres de large au plus étroit à son entrée.
Il est entouré de rives rocheuses nues et généralement abruptes, le fond du havre est dominé à l'ouest par une colline d'environ 75 mètres d'altitude. Une crique arrondie se trouve au nord-est et abrite le cœur de la communauté de Triangle (52° 50′ 17″ N, 55° 50′ 46″ O), tandis que le havre est connecté au sud-est à la baie Saint Michel par un goulet de 10 mètres de large au plus étroit entre le continent et une île où se trouvent deux îlots et des hauts-fonds avec des récifs (52° 50′ 07″ N, 55° 50′ 59″ O). La disposition du havre et de la crique permettent de limiter les effets de la houle venue de l'est.
La végétation est très réduite avec quelques arbres dans les zones abritées au milieu des rochers, du fait de la houle de l'océan Atlantique et de l'influence du courant glacial du Labrador conférant aux lieux un climat subarctique marginal (Köppen Dfc) qui est très proche d'un climat polaire (Köppen ET), ce qui crée la limite des arbres la plus au sud de l'hémisphère nord sur la côte du Labrador.

## Histoire
Triangle a été un établissement de pêche florissant au XIXe siècle et jusqu'au milieu du XXe siècle avant de décliner à l'instar des autres communautés du secteur.
Dans les années 1950, le développement de Happy Valley-Goose Bay et l'industrie du bois ont drainé des familles venant des établissements d'hiver situés autour de la baie Saint Michel. Chaque été les familles hivernant à Charlottetown se dispersaient vers les ports isolés au large tels que les îles Square, les îles Dead (52° 48′ 05″ N, 55° 49′ 53″ O) et Triangle. A l'automne 1971, Paradise River, Triangle, Indian Cove, Seal Island et Cape Charles furent listées comme communautés d'envoi pour faire l'objet de programmes de réinstallation.
Historiquement, la communauté de Pinsent's Arm servait de lieu d'hivernage pour les communautés de pêcheurs des îles Square, de  Triangle et d'autres stations à l'embouchure de la baie Saint Michel, mais elle a été établie à l'année à la fin des années 1950.

## Population
Triangle est un établissement portuaire isolé qui ne compte pas de population permanente en 2020.
Des pêcheurs se rendent en été sur l'île où se trouvent une trentaine de bâtiments répartis autour du havre de Triangle Harbour, dont une vingtaine au fond de la crique arrondie au nord-est de Triangle Harbour.

## Transports
Triangle n'est accessible qu'en bateau. Seules les embarcations de taille modeste peuvent entrer dans le havre et la crique en passant par le centre du chenal suffisamment profond. Triangle est doté de plusieurs pontons d'amarrage.
Les localités les plus proches sont Pinsent's Arm à environ 17 kilomètres au sud (à vol d'oiseau) et Charlottetown à environ 20 kilomètres au sud-ouest (à vol d'oiseau), situées sur la côte sud de la baie Saint Michel. Les distances sont fortement rallongées du fait de la multitude d'îles, îlots et récifs parsemant la baie Saint Michel avec des passages étroits. Les conditions de navigation sont compliquées par les courants induits par les fortes marées et la météorologie changeante.
Pinsent's Arm est reliée par la route 514 à Charlottetown (24 kilomètres) et au reste du Canada.